# Michael Schulze (Polizeipräsident)
Michael Schulze (* 1961/1962) ist ein deutscher Polizist. Er war ab 1. Januar 2013 Polizeipräsident der Polizeidirektion Sachsen-Anhalt Ost in Dessau-Roßlau in Nachfolge von Werner Rentsch. Sein Nachfolger wurde im Dezember 2013 Gerhard Degner. Schulze studierte den höheren Polizeivollzugsdienst von 1993 bis 1995 an der Polizeiführungsakademie Münster-Hiltrup.